# Płaskotka reglowa

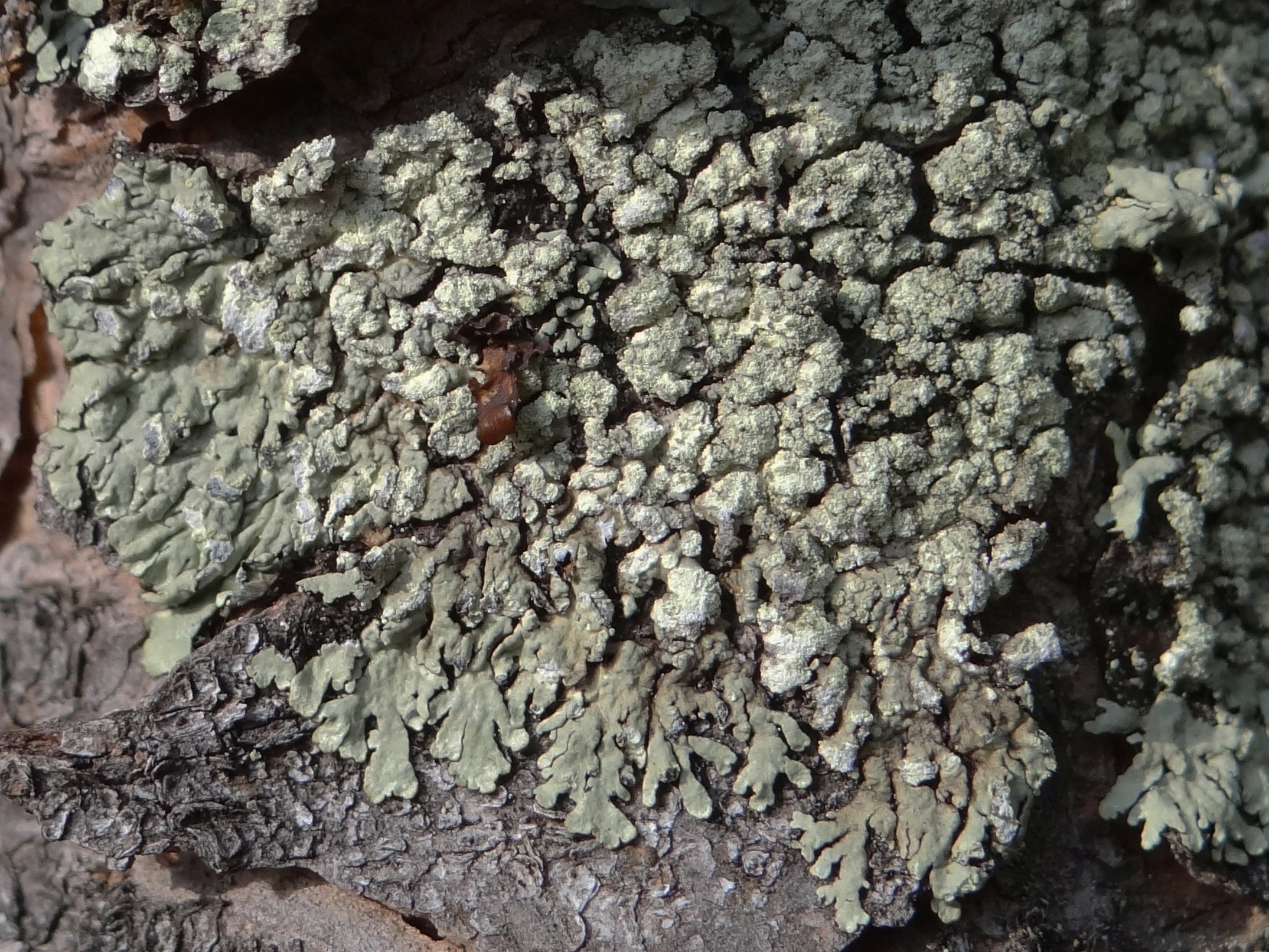
Płaskotka reglowa na gałęzi kosodrzewiny

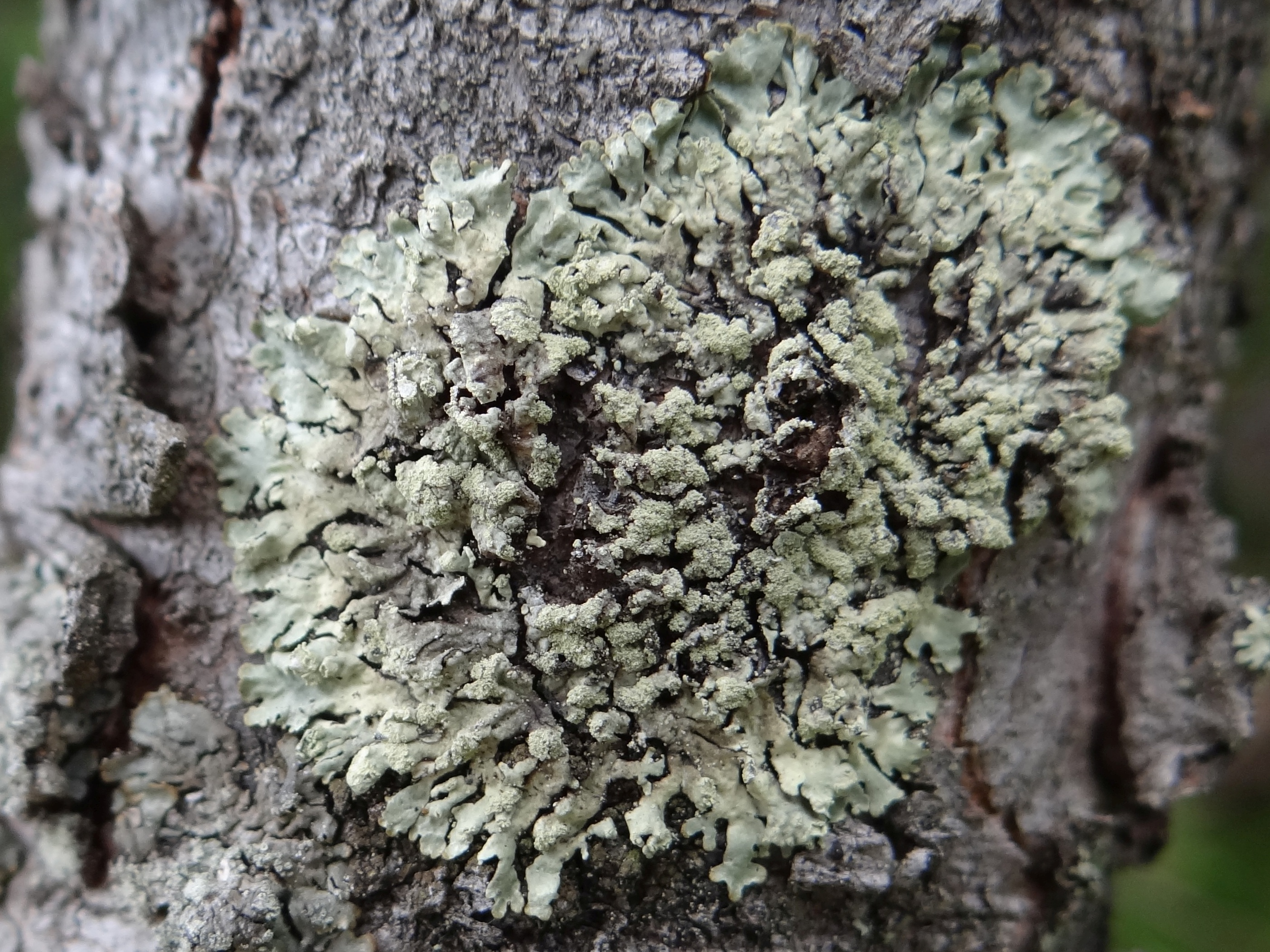

Płaskotka reglowa (Parmeliopsis hyperopta (Ach.) Vain.) – gatunek grzybów z rodziny tarczownicowatych (Parmeliaceae). Ze względu na współżycie z glonami zaliczany jest do porostów.

## Systematyka i nazewnictwo
Pozycja w klasyfikacji według Index Fungorum: Parmeliopsis, Parmeliaceae, Lecanorales, Lecanoromycetidae, Lecanoromycetes, Pezizomycotina, Ascomycota, Fungi.
Po raz pierwszy takson ten zdiagnozował w 1814 r. Erik Acharius nadając mu nazwę Parmelia hyperopta. Obecną, uznaną przez Index Fungorum nazwę nadał mu w 1881 r. Edvard August Vainio, przenosząc go do rodzaju Parmeliopsis.
Synonimy nazwy naukowej:
- Foraminella hyperopta (Ach.) S.L.F. Mey. 1982
- Imbricaria hyperopta (Ach.) Körb. 1855
- Parmelia hyperopta Ach. 1814

Nazwa polska według W. Fałtynowicza.

## Charakterystyka
PlechaListkowata i zazwyczaj kolista, o średnicy 2–8 cm, ściśle przylegająca do podłoża, wznoszą się tylko jej końcowe, brzeżne odcinki. Często sąsiednie plechy zlewają się z sobą. Górna powierzchnia plechy ma barwę białawą, szarą lub ciemno szarą, jest matowa, gładka i płaska. Jest głęboko, dichonomicznie rozgałęziona, jej odcinki mają długość 5–15 mm, szerokość 0,3–1 mm i brzegami stykają się, lub nieco zachodzą na siebie. Końcowe odcinki plechy są równowąskie lub poszerzone, często odcinki te na obrzeżach plechy mają brązowawy kolor. Charakterystyczną cechą jest występowanie na górnej powierzchni dużych, główkowatych soraliów o białoszarej lub niebieskoszarej barwie. Powstają w nich proszkowate, matowe lub błyszczące urwistki urwistki. Soralia mogą być rozproszone, lub zlewać się z sobą tworząc duże skupiska. Dolna powierzchnia ma barwę od jasnobrązowej do ciemnobrązowej i znajdują się na niej krótkie, proste i ciemne chwytniki.
Cechy mikroskopoweJest to plecha heteromeryczna. Jej górna kora ma grubość 16–20 μm i zbudowana jest z luźnych strzępek o grubości około 4 μm. W rdzeniu znajdują się glony protokokkoidalne, tworzące ciągłą, lub przerywana warstwę. Epihymenium o grubości 14–30 μm, brązowe. Dolna kora ma grubość 16–20 μm.
RozmnażanieGłównie przez urwistki. Bardzo rzadko pojawiają się owocniki typu apotecjum. Mają średnicę do 2 mm, białawe i pomarszczone brzeżki, czasami pokryte urwistkami. Tarczki owocników są błyszczące, oprószone, płaskie lub nieco wypukłe, o barwie jasno- lub ciemnobrązowej. W jednym worku powstaje po 8 jednokomórkowych, bezbarwnych lub żółtawych zarodników o elipsoidalnym kształcie i rozmiarach 8–15 × 1,5–5 μm. Pyknidy występują rzadko, powstają w nich sierpowate pykniospory o rozmiarach 16–22 × 0,5–0,8 μm.
Reakcje barwneGórna kora: K+ żółty, C, KC–, P– lub + jasnożółty, promieniowanie UV; rdzeń K–, C–, lub lekko fioletowy, KC–, P–, UV+ biały. Kwasy porostowe: górna kora – atranorin i chloroatranorin, rdzeń – kwas divarikatikowy.

## Występowanie i siedlisko
Płaskotka reglowa występuje na wszystkich kontynentach i wielu wyspach półkuli północnej. Na półkuli południowej opisano jej występowanie tylko w Andach i południowym krańcu Ameryki Południowej. W Europie na północy sięga po Grenlandię i północne wybrzeża Półwyspu Skandynawskiego. W Polsce gatunek rzadki. Znajduje się na Czerwonej liście roślin i grzybów Polski. Ma status VU – gatunek w sytuacji wysokiego ryzyka wymarcia w stanie dzikim w regionie. W Polsce podlega częściowej ochronie gatunkowej.
Rośnie na korze drzew, zazwyczaj szpilkowych, rzadziej liściastych. Czasami spotykany jest także na drewnie i rzadko na skałach. Szczególnie często spotykany jest na pniach starych drzew, pniach drzew powalonych i u podstawy pni drzew. Występuje w wilgotnych, ale świetlistych lasach, często razem z płaskotką rozlaną (Parmeliopsis ambiqua).

## Gatunki podobne
Bardzo podobna jest płaskotka rozlana (Parmeliopsis ambiqua). Różnice między tymi gatunkami sprowadzają się głównie do wydzielanych przez nie kwasów porostowych, ale istnieją też pewne różnice morfologiczne, zarówno widoczne gołym okiem, jak i te widoczne tylko pod mikroskopem. Płaskotka reglowa odróżnia się kształtem soraliów, a mikroskopowo ma nieco dłuższe zarodniki, częściej na jej strzępkach występują sprzążki i ma grubszą warstwę pigmentową w górnej części obłoczni.